# Houtermans (cràter)
Houtermans és un cràter d'impacte que es troba al costat de l'extrem oriental de la Lluna, a la regió de la superfície on la visibilitat és afectada per la libració. Es troba a l'est del cràter Kreiken, i al sud de la parella de cràters Helmert i Kao.

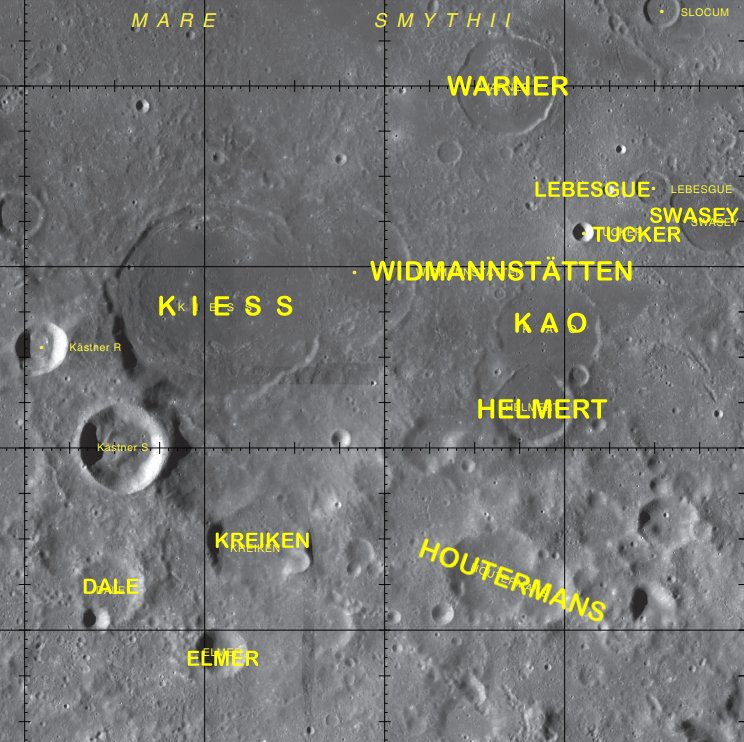
Localització de Houtermans (inferior dreta de la imatge)
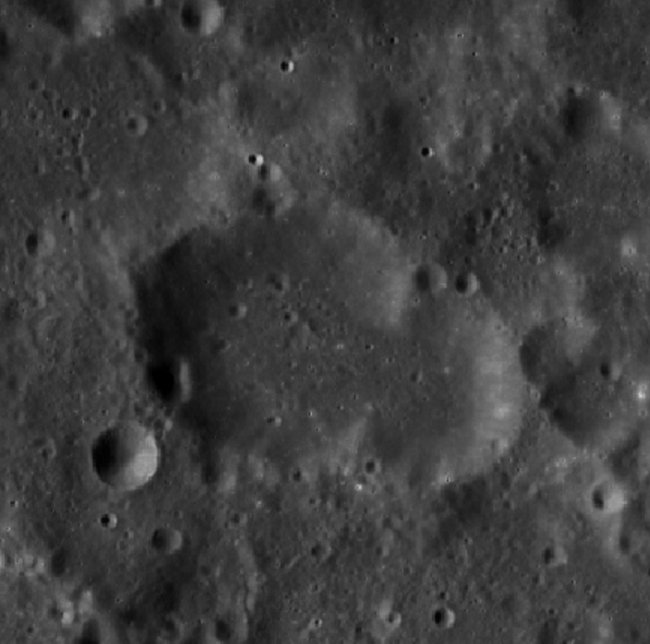
Fotografia de la missió LRO

Es tracta d'una formació allargada creada per dos o més cràters fusionats, la longitud és dues vegades més àmplia en longitud que en latitud, amb l'eix més llarg orientat cap a l'oest-nord-oest. La vora està desgastada i erosionada, amb un diminut cràter a la part més septentrional de la vora i una protuberància cap a l'interior a la meitat nord de la vora interior, que ocupa al voltant del 60% de la distància d'oest a est. El sòl interior li manca pràcticament d'elements característics, amb només uns impactes diminuts.